# Przełączka pod Żółtą Ścianą
Przełączka pod Żółtą Ścianą (słow. Štrbina za Žltou stenou) – wąska przełączka znajdująca się w północno-wschodnim ramieniu Pośredniej Grani (odchodzącym od Filara Komarnickich) w słowackiej części Tatr Wysokich. Przełączka pod Żółtą Ścianą oddziela północno-wschodnie stoki Pośredniej Grani od popularnej wśród taterników Żółtej Ściany. Na przełęcz tą nie prowadzą żadne znakowane szlaki turystyczne, dla wspinaczy stanowi ona dogodny dostęp do Pośredniej Grani i na wierzchołek Żółtej Ściany.
Nazwa Przełączki pod Żółtą Ścianą wywodzi się bezpośrednio od Żółtej Ściany.

## Historia
Pierwsze wejścia turystyczne:
- Mihály Benkó, József Déry i Johann Hunsdorfer (senior), 23 sierpnia 1901 r. – letnie,
- Klara Hensch, E. Ivanko i Stanisław Krystyn Zaremba, 13 kwietnia 1930 r. – zimowe.